# شهرداری نازارجه
شهرداری نازارجه (به لاتین: Municipality of Nazarje) یک منطقهٔ مسکونی در اسلوونی است که در اسلوونی واقع شده‌است. شهرداری نازارجه ۴۳٫۴ کیلومتر مربع مساحت و ۲٬۵۹۶ نفر جمعیت دارد.